# L’isola
L’isola – singel Emmy Marrone, wydany 5 stycznia 2018, pochodzący z albumu Essere qui. Utwór napisali i skomponowali Domenico Canu, Marco Baroni oraz Roberto Angelini, a za produkcję odpowiadali Emma Marrone i Luca Mattioni.
Singel był notowany na 7. miejscu na włoskiej liście sprzedaży.
Premiera teledysku do piosenki odbyła się w dniu wydania singla, a wyreżyserował go Lukasz Pruchnik.

## Lista utworów
- Digital download[7]

1. „L’isola” – 4:17

## Notowania

### Pozycja na liście sprzedaży
| Kraj   | Notowanie (2018) | Najwyższa pozycja |
| ------ | ---------------- | ----------------- |
| Włochy | FIMI             | 7                 |